# Двойной электронный захват
Двойно́й электро́нный захва́т (2ε-захват, εε-захват, ECEC-распад) — один из видов двойного бета-распада атомных ядер, при котором ядро захватывает два электрона из атомной электронной оболочки. Если конкретизируется электронная оболочка (K, L, M и т. д.), с которой захватываются электроны, то говорят о двойном К-захвате и т. д. Теоретические предсказания указывают на более высокую, при прочих равных условиях, вероятность 2К-захвата, чем захвата с более высоких оболочек; возможен также захват двух электронов с разных электронных оболочек, например K и L.

## Характеристики распада
Выделяются две моды двойного электронного захвата — двухнейтринная и безнейтринная. В случае двухнейтринного распада, разрешённого известными законами сохранения, ядро захватывает два орбитальных электрона и излучает два электронных нейтрино. Заряд ядра при этом уменьшается на две единицы (два протона превращаются в два нейтрона). Если распад происходит в основное состояние дочернего ядра, то почти вся выделившаяся в распаде энергия (равная, с точностью до множителя c2, разности масс материнского и дочернего атомов) уносится нейтрино, за исключением части энергии, потраченной на создание вакансий в электронной оболочке.
В случае гипотетического безнейтринного 2ε-захвата, запрещённого Стандартной моделью и изменяющего лептонное число на две единицы, основная часть выделенной энергии уносится гамма-квантом внутреннего тормозного излучения или электроном внутренней конверсии. При захвате с переходом ядра не на основной, а на возбуждённый уровень должен наблюдаться также каскад гамма-квантов/конверсионных электронов, сопровождающих переход дочернего возбужденного ядра в основное состояние. Для существования безнейтринного 2ε-захвата (как и для безнейтринных мод всех других типов двойного бета-распада) необходимо, чтобы электронное нейтрино посредством того или иного механизма смешивалось с электронным антинейтрино, или, как эквивалентное утверждение, чтобы майорановская масса электронного нейтрино (параметр, задающий величину этого смешивания) была ненулевой. Основным рассматриваемым в литературе механизмом безнейтринного 2ε-захвата является обмен массивным майорановским нейтрино, однако предложен и ряд других механизмов — правые токи в слабом взаимодействии (для этого необходимо наличие гипотетического сверхмассивного W-бозона, обеспечивающего слабое взаимодействие правых токов), суперсимметрия с нарушением R-чётности, обмен лептокварком и т. д. Таким образом, поиск безнейтринного 2ε-захвата позволяет получить ограничения на параметры ряда теорий, вводящих «новую физику» за рамками Стандартной модели.
2ε-переходы, согласно теории, резонансно усиливаются, если материнский атом по массе достаточно близок к дочернему атому с ядром в основном или возбуждённом состоянии и двумя вакансиями электронов в оболочке. Несколько изотопов (например, гадолиний-152 в случае KLI-захвата) приближённо удовлетворяют этому условию. Ряд экспериментальных работ посвящён поиску резонансных переходов и точному измерению на ловушках Пеннинга разности масс атомов, участвующих в 2ε-захвате.
Во всех модах двойного электронного захвата образуется две (а при излучении конверсионного электрона — три) вакансии на нижних электронных оболочках атома. Эти вакансии быстро заполняются электронами с более высоких оболочек, а выделившаяся при этом переходе энергия уносится Оже-электронами или/и характеристическим рентгеновским излучением.
Если доступная энергия распада (разность между массами материнского и дочернего атомов) превосходит удвоенную массу электрона (2mec2 ≈ 1022 кэВ), то двойной электронный распад может сопровождаться конкурирующим двойным бета-процессом — захватом электрона с позитронной эмиссией. Если доступная энергия распада превышает учетверённую массу электрона (4mec2 ≈ 2044 кэВ), включается ещё один конкурирующий канал распада — двойной позитронный распад. Из всех существующих в природе нуклидов только у шести доступная энергия распада превосходит 2044 кэВ и, следовательно, разрешены все три типа двойного бета-распада с понижением заряда ядра.

## Экспериментальные наблюдения
В отличие от двухнейтринного двойного бета-распада с повышением заряда ядра, где распад был надёжно идентифицирован уже для более чем 10 изотопов, пока нет однозначно признанных сообществом экспериментальных наблюдений двойного электронного распада ни в двухнейтринной, ни тем более в безнейтринной моде. Однако существует ряд указаний на наблюдение двойного электронного захвата, нуждающихся в независимом подтверждении. Геохимический анализ древних образцов барита (BaSO4) возрастом 170 млн лет указывает на распад изотопа бария-130, вызванный двойным электронным захватом
{\displaystyle \mathrm {{}_{56}^{130}Ba} +2\mathrm {e} ^{-}\rightarrow \mathrm {{}_{54}^{130}Xe} +...}
с периодом полураспада T1/2 = (2,2 ± 0,5)⋅1021 лет.
. При этом в образце накапливается продукт распада, ксенон-130. Избыток ксенона-130 по отношению к другим изотопам ксенона служит указанием на наличие процесса, приводящего к его появлению. Хотя геохимический метод не позволяет отличить двухнейтринную моду распада от безнейтринной, предполагается, что наблюдаемый избыток ксенона-130 обусловлен двухнейтринным, разрешённым распадом. Однако этот результат противоречит как более ранней работе, установившей нижнее ограничение на период полураспада на уровне 4⋅1021 лет, так и более поздней, в которой был использован образец барита возрастом 3,5 млрд лет и установлен втрое более короткий, чем в первой работе, период полураспада 130Ba: T1/2 = (6,0 ± 1,1) × 1020 лет. Вследствие больших расхождений в результатах, которые могут быть вызваны каким-либо неучтённым фоновым процессом, существование двойного электронного захвата 130Ba пока не считается надёжно доказанным.
В другом эксперименте исследовался образец газообразного криптона, обогащённого криптоном-78, в низкофоновой пропорциональной камере, размещённой в Баксанской нейтринной обсерватории на глубине нескольких километров под землёй. В спектре детектора, накопленном в течение 8400 часов, был обнаружен пик, который может быть интерпретирован как проявление двухнейтринного двойного К-захвата
{\displaystyle \mathrm {{}_{36}^{78}Kr} +2\mathrm {e} ^{-}\rightarrow \mathrm {{}_{34}^{78}Se} +2{\bar {\nu }}_{e}}
с периодом полураспада T1/2 = (9,2 +5,5
−2,6 (стат.) ± 1,3 (сист.)) × 1021 лет.
В 2019 году был обнаружен двойной электронный захват ксенона-124 с периодом полураспада T1/2 = (1,8 ± 0,5 (стат.) ± 0,1 (сист.)) × 1022 лет.